# Fredlanella diringshofeni
Fredlanella diringshofeni là một loài bọ cánh cứng trong họ Cerambycidae.